# Municipio de Glenwood (Misuri)
El municipio de Glenwood (en inglés: Glenwood Township) es un municipio inactivo en el condado de Schuyler, en el estado estadounidense de Misuri. En el año 2010 tenía una población de 368 habitantes y una densidad poblacional de 4,58 personas por km².

## Geografía
El municipio de Glenwood estaba ubicado en las coordenadas 40°30′28″N 92°37′15″O / 40.50778, -92.62083. Según la Oficina del Censo de los Estados Unidos, el municipio tenía una superficie total de 80.37 km², de la cual 80,24 km² correspondían a tierra firme y (0,15 %) 0,12 km² era agua.

## Demografía
Según el censo de 2010, había 368 personas residiendo en el municipio de Glenwood. La densidad de población era de 4,58 hab./km². De los 368 habitantes, el municipio de Glenwood estaba compuesto por el 99,73 % blancos y el 0,27 % eran de una mezcla de razas. Del total de la población el 0,82 % eran hispanos o latinos de cualquier raza.